# Capitalisation boursière
Pour les articles homonymes, voir Capitalisation (homonymie).
La capitalisation boursière est la valorisation à un instant T  de l'ensemble des actions en circulation d'une entreprise cotée en bourse. La capitalisation boursière évolue au fil du temps, elle augmente ou diminue en particulier avec l'évolution du cours de l'action ou avec l'évolution du nombre d'actions, et après l'annonce des résultats d'une entreprise ou d'événements majeurs.

## Définition
La capitalisation boursière est la valeur, estimée au cours du marché, des titres d'action d'une société. Elle se calcule en multipliant le nombre de titre par le cours de l'action.
La capitalisation boursière est usuellement plus élevée que la valeur comptable présente dans le bilan de la société, la valeur comptable étant calculée avec la valeur d'émission de l'action

## Généralités
La capitalisation boursière correspond au prix qu'il faudrait payer s'il était possible de racheter toutes les actions d'une société à leur cours de marché actuel. Cependant ce prix dépend du volume de demande pour cette action. Ainsi lorsqu'un investisseur désire acquérir une grande quantité d'actions d'une société et a fortiori 100 %, il doit généralement payer plus que le cours du marché pour inciter les actionnaires actuels à lui vendre leurs actions.
La théorie financière permet de relier capitalisation boursière et profits futurs de la société. Si l'on suppose que les actionnaires recherchent uniquement leur profit financier et que les marchés fonctionnent de manière efficiente, alors la capitalisation boursière dépend de deux facteurs uniquement : les profits futurs attendus pour les actionnaires, et le risque financier, qui leur est associé. Pour un niveau de risque donné, la capitalisation boursière sera d'autant plus élevée que les profits attendus sont élevés. Inversement pour une espérance de profit donnée, plus les prévisions sont incertaines, moins la capitalisation boursière sera élevée.
La capitalisation boursière n’est pas la même chose que la valeur de l'entreprise, qui mesure la valeur de marché de l'ensemble des capitaux investis dans l'entreprise. Celle-ci comprend non seulement la capitalisation boursière, mais aussi la dette financière. Ainsi, lorsqu'une entreprise est endettée, sa valeur totale est supérieure à sa capitalisation boursière. Dans bien des cas une partie des actifs a été financée par de la dette.
En janvier 2012, les deux sociétés ayant la plus forte capitalisation boursière au monde étaient Apple et ExxonMobil, respectivement 471 et 410 milliards de dollars.
Avec une capitalisation boursière de 1 000 milliards de dollars à la clôture des marchés en 2018, Apple devient l'entreprise à la plus grande capitalisation boursière de l'histoire en dollars courants. Apple dépasse ainsi le précédent record de 620,58 milliards de dollars détenu par Microsoft au plus fort de la bulle Internet en 1999. Cela dit, en dollars ajustés de l'inflation, Microsoft demeure devant.
Selon le Figaro, un classement attribue au groupe Alibaba la plus grande introduction en bourse de l'histoire avec un total de 25 milliards de dollars, soit la plus grande capitalisation boursière de l'histoire.

## Mode de calcul
En théorie, la capitalisation boursière d'une société par actions se définit simplement. C'est le produit du nombre de ses actions en circulation par la valeur de marché de chaque action :
Capitalisation boursière = nombre d'actions en circulation x cours de l'action.
Ainsi s'il y a 1 000 actions en circulation et que le cours de bourse de l'action est 500 €, la capitalisation est de 500 000 €. Si la valeur de l'action augmente de 5 %, à nombre constant d'actions, la capitalisation boursière augmente de 5 %. Si, à cours de bourse constant, le nombre d'actions augmente de 10 %, alors, la capitalisation boursière augmente de 10 %. En revanche, si le nombre d'actions est doublé mais que le cours de bourse est divisé par deux, alors la capitalisation boursière reste inchangée.

## Capitalisation boursière et fusions-acquisitions
La capitalisation boursière représente le montant qu'il faudrait débourser pour acquérir toutes les actions disponibles en bourse d'une société à leur cours actuel (le flottant). Cependant, en règle générale, lorsqu'une entreprise veut en acheter une autre, elle accepte de payer plus cher que le prix du marché, c'est ce qu'on appelle une prime de contrôle. Par là, elle incite les actionnaires actuels à lui vendre leurs actions, même lorsqu'ils ne seraient pas prêts à le faire au cours actuel du marché. Aussi il n'est pas nécessaire d'avoir 100 % des parts d'une entreprise pour la contrôler: il suffit d'en acquérir la moitié + 1 pour en prendre le contrôle.

## Terminologie boursière
Dans le monde de la bourse, y compris par ses autorités régulatrices, les entreprises étaient traditionnellement classées en trois grandes catégories : grande capitalisations (large-cap), moyenne capitalisation (mid-cap), et à petite capitalisation (small-cap).
Puis pour répondre à de nouveaux besoins, les termes de méga-capitalisation et micro-capitalisation sont entrés dans l'usage commun, suivi de celui de nanocapitalisation. Des numéros correspondant à différents indices sont parfois utilisés .
Ces catégories restent relatives au contexte de l'époque, et il n'existe pas de définition officielle ni de document faisant  consensus sur les valeurs limites précises.
Les seuils peuvent être définis en centiles plutôt qu'en dollars ou euros nominaux. Les définitions exprimées en dollars ou euros nominaux (ou dans une autre monnaie) devront être ajustées dans le temps selon le taux d'inflation, selon l'évolution démographique et la valorisation globale du marché (par exemple 1 milliard de dollars correspondait à une grande capitalisation boursière en 1950, mais ne l'est plus de nos jours). Ces seuils pourraient même être différents pour différents pays ou par domaine.
Une catégorisation de base (pour les années 2010) pourrait être :
- mega cap : plus de 100 milliards de dollars[6] ;
- big cap : plus de 10 milliards de dollars ;
- mid cap : de 2 à 10 milliards de dollars ;
- small cap : de 300 millions de dollars à 2 milliards de dollars ;
- micro cap : moins de 300 millions de dollars[7] ;
- nano cap : moins de 50 millions de dollars [7].

### Risques de fraude  dans le domaine des micro et nano-cap
La SEC a alerté les investisseurs sur les risques posés par la diffusion d'informations mensongères ou manipulatrices par les spams, des junk e-mail et sur l'Internet. Ces pseudo-informations sont souvent présentées comme venant soi-disant de "l'intérieur" ou annonçant l'imminence d'une évolution favorable ou défavorable dans une entreprise). Le fraudeur peut utiliser de fausses identités, de faux bulletin d'information, un démarchage partial ou mensonger par téléphone (voire de faux messages donnant de faux bons tuyaux, laissés sur répondeur en faisant croire qu'il était adressé à quelqu'un d'autre et déposé là par erreur, comme si l'interlocuteur avait fait un faux numéro). Il peut utiliser des bulletins prétendument impartiaux, mais en réalité écrits par des gens payés par des entreprises peu scrupuleuses. Les fraudeurs cherchent généralement à tromper des investisseurs potentiels crédules en leur faisant croire qu'ils bénéficient de conseils de première main. Des communiqués faux ou trompeurs peuvent aussi être repris par de vrais portails internet spécialisés. La SEC a aussi identifié des fraudes plus sophistiquées qu'elle décrit dans son guide aux investisseurs .

## Création de valeur pour l'actionnaire
La notion de création de valeur pour les actionnaires vise à calculer la création de valeur dégagée par l'entreprise au profit de ses actionnaires.
Le management de l'entreprise est souvent affaire de mode. Ainsi, de nombreuses grandes entreprises françaises se précipitent actuellement sur la "création de valeur économique", importée des États-Unis. Grosso modo, il s'agit de mesurer l'accroissement de la valeur de l'entreprise pour les marchés financiers après rémunérations de tous les facteurs, y compris les capitaux engagés.

## Utilisation

### Rachat de société
La capitalisation boursière est un indicateur de la valeur à laquelle une société peut être rachetée, en achetant toutes les actions présentes sur le marché.

### Détection d'une surévaluation
La capitalisation boursière peut être utilisée comme indicateur de surévaluation du marché, dit « indicateur Buffett », popularisé en 2001. Si la capitalisation boursière dépasse la valeur d'une année de production, dans un ratio excessif, il est possible que les actions soient surévaluées, avec une possibilité effective de situation de bulle spéculative pour ces actions.
Au contraire, d'autres points de vue suggèrent que ce sont les ratios de capitalisation boursière sur profits, chiffre d'affaires ou actif net d'une part, et capitalisation boursière/PIB d'autre part qui seraient les signes d'une bulle spéculative.

## Critiques
Jean-Marie Messier considère que les 12 milliards de write-off de Vivendi Universal et plus généralement l’idée que les six mille milliards de dollars de capitalisation boursière américaine détruite n’existaient que sur le papier.

## Principales capitalisations boursières

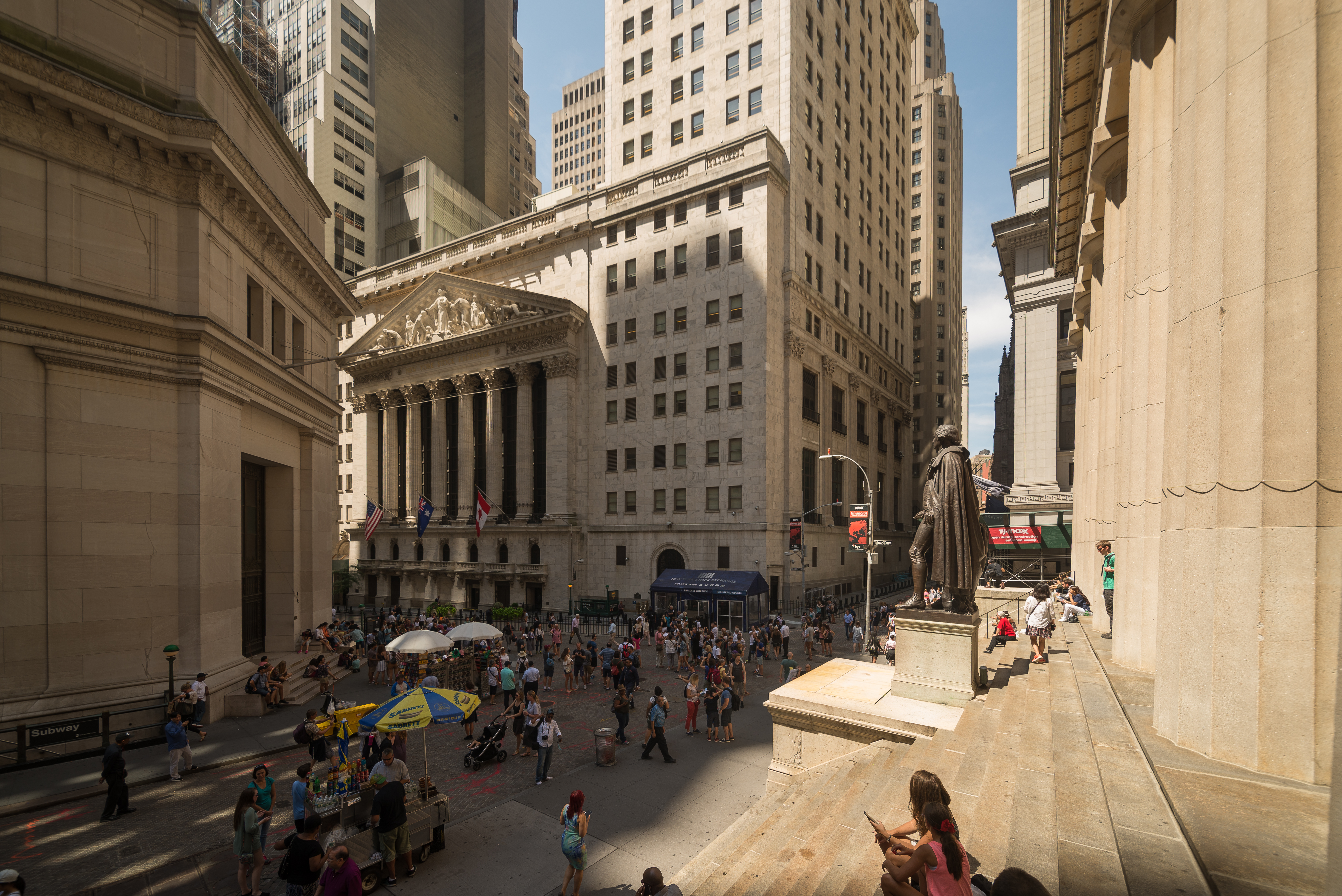
Le New York Stock Exchange (NYSE) à Wall Street, la plus grande bourse mondiale en termes de capitalisation boursière cumulée des sociétés listées.

| Société                          | Capitalisation boursière (en milliards de dollars) |
| -------------------------------- | -------------------------------------------------- |
| Microsoft                        | 4040                                               |
| Apple                            | 2840                                               |
| Nvidia                           | 1830                                               |
| Alphabet (maison mère de Google) | 1820                                               |
| Amazon                           | 1780                                               |

## Cas des cryptomonnaies
La capitalisation boursière désigne classiquement le coût de l'ensemble des parts d'une société.
Le terme capitalisation boursière a été repris dans le domaine des cryptomonnaies, par les promoteurs de ces cryptomonnaies puis par des médias et/ou des institutionnels. Toutefois, en l'absence de société, le terme prend un nouveau sens dans lequel les parts de société sont remplacées par des parts de cryptomonnaie. En effet, une unité ou un jeton de cryptomonnaie est une part de l'ensemble des parts de cryptomonnaies. Dans le cas d'une cryptomonnaie et en conséquence de l'absence de société, les parts ne donnent pas de droit de vote et ne donnent pas droit à dividende.
Début 2024, deux cryptomonnaies connaissent une forte capitalisation boursière.